# Şahdağ
För andra betydelser, se Şahdağ (olika betydelser).
Şahdağ är en ort i Azerbajdzjan. Till 1 september 2004 hette orten armeniska: Şurakənd: Şurakänd. Den ligger i distriktet Gädäbäy rajon, i den västra delen av landet, 400 km väster om huvudstaden Baku. Şahdağ ligger 1 331 meter över havet och antalet invånare är 2 200.
Terrängen runt Şahdağ är kuperad norrut, men söderut är den bergig. Närmaste större samhälle är distriktshuvudorten Gädäbäy, 19,4 km öster om Şahdağ. 
Trakten runt Şahdağ består i huvudsak av gräsmarker. Runt Şahdağ är det ganska tätbefolkat, med 70 invånare per kvadratkilometer.